# Pristomerus protractus
Pristomerus protractus är en stekelart som beskrevs av Narolsky 1987. Pristomerus protractus ingår i släktet Pristomerus och familjen brokparasitsteklar. Inga underarter finns listade i Catalogue of Life.